# Parque de Lu Xun (Qingdao)
El Parque de Lu Xun (en chino 鲁迅公园, en pinyin Lǔxùn gōngyuá), anteriormente conocido como Ruo (若愚, Ruò yú) es un parque público chino ubicado en Qingdao. Está dedicado a la memoria del escritor Lu Xun, popular durante el Movimiento del Cuatro de Mayo. En 1931, durante la administración municipal de Shen Honglie, la ciudad desarrolló su turismo y el parque fue construido como una serie de atracciones turísticas junto al mar, y contiene el Acuario de Qingdao.
La entrada al parque es un arco chino tradicional, con una placa hecha a mano que tiene el nombre de Lu Xun en oro.